# Morgan Lewis
Morgan Lewis (16 octobre 1754 - 7 avril 1844) était un avocat, homme politique et militaire américain. C'est le deuxième fils de Francis Lewis, signataire de la déclaration d'indépendance. Morgan Lewis a combattu dans la guerre révolutionnaire américaine et la guerre de 1812. Il a servi dans l'Assemblée de l'État de New York (1789 - 1792) et le Sénat de l'État de New York (1811 - 1814). Il a été procureur général de l'État de New York (1791-1801) et gouverneur de New York (1804-1807).

## Biographie
D'origine galloise, Morgan Lewis le deuxième fils de Francis Lewis et Elizabeth Annisley est né à Elizabeth (New Jersey). Il fréquente le Collège de New Jersey (aujourd'hui Princeton), obtenant son diplôme en 1773 et commence à étudier le droit aux côtés de John Jay. Il a été admis au barreau en 1783.
En 1774, il rejoint l'armée continentale en tant que volontaire. Il devient chef d'état-major du général d'Horatio Gates avec le grade de colonel. Il participe notamment à la campagne qui s'est terminée par la reddition de John Burgoyne à Saratoga. 
Après la Révolution, il a acquis une propriété à Albany. Il fut élu à l'Assemblée de l'État de New York en 1789 et 1792 et au Sénat de New York de 1811 à 1814. Il fut procureur général de l'État de New York (24 décembre 1791 - 28 octobre 1801) et plus tard juge et juge en chef ( 28 octobre 1801) de la Cour suprême de New York. 
Il a été gouverneur de New York de 1804 à 1807 ; à cette occasion, il est en grande partie responsable de la scission du Parti républicain de Jefferson à New York en«Lewisites» (alliés de Lewis) et «Clintonians» (alliés du maire de New York DeWitt Clinton). 
Le 30 avril 1807, il a été défait dans la course pour la réélection par Daniel D. Tompkins, n'obtenant que 30 989 voix contre 35 074 à son adversaire. 
Pendant la Guerre de 1812, il sert comme brigadier général puis major général à partir du 2 mars 1813. Il a commandé les forces américaines à la bataille de Fort George. Bien que la position britannique ait été capturée, Lewis a ordonné au colonel Winfield Scott de rompre la poursuite des troupes britanniques vaincues. Sans la trop grande prudence de Lewis, Scott aurait pu capturer toute la division du major-général John Vincent et affaiblir grandement la défense britannique de la péninsule du Niagara. 
Lewis était un franc-maçon, et a été élu Grand Maître dans la Grande Loge de New York en 1830-1843. Lewis était un membre original de la Société des Cincinnati et a été son président général de 1839 à 1844. Il a également aidé à fonder l'université de New York.
En 1779, il avait épousé Gertrude Livingston (1757-1833), fille de Margaret Beekman et du juge Robert Livingston. Ils ont vécu à Rhinebeck, puis à Hyde Park dans le comté de Dutchess.

## Source
- (en) Cet article est partiellement ou en totalité issu de l’article de Wikipédia en anglais intitulé « Morgan Lewis (governor) » (voir la liste des auteurs).